# Natalia Kowalska
Natalia Kowalska (Koszalin, 31 december 1989) is een Pools autocoureur.

## Carrière
Kowalska startte haar carrière in de autosport in het karting in haar thuisland Polen. In 2007 maakte ze de overstap naar het formuleracen. Dat jaar reed ze een gedeeltelijk programma in de Formule Renault 2.0, zowel in de NEC als in de Eurocup. In 2008 reed ze zes wedstrijden in het Noord-Amerikaanse Star Mazda Championship. Ze werd tiende tijdens de race op Mosport Park. Na een break in 2009 ging ze in 2010 en 2011 aan de slag in de Formule 2.